# Henrietta-Insel
Die Henrietta-Insel (russisch остров Генриетты) ist die nördlichste der De-Long-Inseln im Archipel der Neusibirischen Inseln. Die unbewohnte Insel liegt im nördlichen Teil der Ostsibirischen See.
Die Henrietta-Insel ist 12 km² groß. Fast die Hälfte der hauptsächlich aus Sandstein bestehenden Oberfläche der Insel wird von einer Eiskappe bedeckt, die eine Höhe von 315 m erreicht.
Entdeckt wurde die Insel vom US-amerikanischen Polarforscher George W. DeLong, dessen seit 21 Monaten vom Eis eingeschlossenes Schiff im Mai 1881 an Henrietta und ihrer Nachbarin Jeannette vorbeitrieb, bevor es am 12. Juni von den Eismassen zerdrückt wurde und sank. DeLongs Chefingenieur George W. Melville landete mit einer kleinen Gruppe von Matrosen auf der Insel und benannte sie nach der Mutter des Expeditions-Sponsors James Gordon Bennett junior.
Der sowjetische Abenteurer Dmitri Schparo (* 1941) führte 1979 eine siebenköpfige Gruppe von der Henrietta-Insel aus auf Skiern und ohne die Hilfe von Schlittenhunden zum Nordpol.
Obwohl die Henrietta-Insel seit Beginn des 20. Jahrhunderts von Russland kontrolliert wird, wurden seit ihrer Entdeckung auch US-amerikanische Ansprüche darauf erhoben. In der 1990 zwischen der Sowjetunion und den USA geschlossenen Vereinbarung über die Seegrenze zwischen Alaska und Sibirien werden die De-Long-Inseln als russisch anerkannt. Nach Aussage des Außenministeriums der Vereinigten Staaten haben die USA zu keinem Zeitpunkt einen Anspruch auf die De-Long-Inseln erhoben.